# الدوري الجنوبي لكرة القدم 1914–15
الدوري الجنوبي لكرة القدم 1914–15 (بالإنجليزية: 1914–15 Southern Football League)‏ هو موسم من الدوري الجنوبي الممتاز. فاز فيه نادي واتفورد.